# Dziewczyna na urodziny
Dziewczyna na urodziny (ang. Birthday Girl) – amerykańsko-brytyjska komedia z roku 2001.

## Obsada
- Nicole Kidman – Nadia
- Ben Chaplin – John
- Vincent Cassel – Alexei
- Mathieu Kassovitz – Yuri
- Kate Lynn Evans – Clare
- Stephen Bangan – manager
- Alexander Armstrong – Robert Moseley
- Sally Phillips – Karen
- Mark Gatiss – Tim

## Opis fabuły
John Buckingham (Ben Chaplin) pracuje w jednym z banków. Chociaż ma 35 lat, nie zrobił kariery zawodowej, mieszka samotnie na przedmieściu St Albans. W akcie desperacji zamawia sobie kandydatkę na żonę w internecie. Znajduje ją na stronie "From Russia in Love". W ten sposób w jego życie wkracza piękna Nadia (Nicole Kidman), która jednak wbrew zapewnieniom nie potrafi powiedzieć słowa po angielsku, a na dodatek jest nałogową palaczką papierosów. Początkowo John chce zrezygnować z niej, ale w sypialni Nadia przekonuje go do siebie. Pewnego wieczoru, podczas urodzin Nadii, do mieszkania Johna wkraczają niespodziewanie jej kuzyni mafiozi Alexei i Yuri. Używając dziewczyny jako zakładniczki zmuszają naiwnego Johna do obrobienia banku, w którym pracuje.

## Ciekawostka
- Nicole Kidman udała się do rosyjskiej ambasady w Australii, aby podszkolić się w rosyjskim. Nie pracowała z żadnym nauczycielem prócz kobiety z ambasady.